# Трасування (програмування)
Трасування (англ. tracing), прокручування - особливий вид логування, що записує інформацію про хід виконання програми, стан регістрів і пам'яті що цікавлять програміста. Ця інформація зазвичай використовується програмістом з метою зневадження, та додатково, залежно від інформації,що знаходиться в логах, досвідченими сисадмінами чи техпідтримкою для діагностики типових проблем з програмним забезпеченням. Трасування - це cross-cutting concern.

## Зноски
1. 1 2  ЕК1973, с. 329.